# 上海 (游戏)
《上海》是一款由动视于1986年在家用电脑阿米加、麥金塔和Apple II GS上设计和制作的麻将叠牌类电子游戏。本游戏后移植至FC游戏机、世嘉Master System等多个家用游戏机平台。

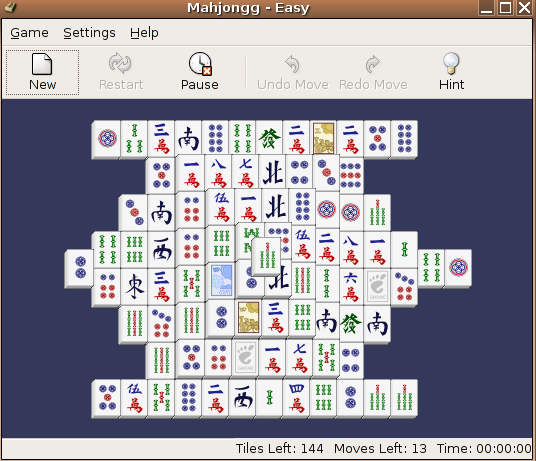
《上海》的游戏截图

本游戏是一款麻将叠牌类游戏。在赢得比赛后，在游戏画面后方的麻将牌会显示龙的三维闪烁的眼睛。在Macintosh和Mega Drive版本会显示龙吐火的画面。
《上海》的发行获得成功，至1991年共售出50万份。1988年《龙》给与本游戏满分5星中5颗星，之后于1992年也给与雅达利Lynx版本5颗星。IGN给与雅达利Lynx版本的游戏满分。
此遊戲的续作《上海II 龙之眼睛》在超级任天堂和世嘉Mega Drive发行。